# Colleen Joy Shogan
Colleen Joy Shogan (nascuda el 30 de setembre de 1975) és una autora i acadèmica nord-americana que va exercir d'arxivera en cap dels Estats Units des del 17 de maig de 2023 fins al febrer de 2025 quan fou acomiadada directament per Donald Trump. Abans de la seva confirmació com a arxivera, Shogan va ser la directora del Centre David M. Rubenstein per a la Història de la Casa Blanca a l'⁣Associació Històrica de la Casa Blanca.

## Primers anys de vida i educació
Nascuda i criada a Greater Pittsburgh, Shogan es va animar a llegir relats de misteris per la seva difunta mare, Patricia, i va començar amb llibres de la sèrie Nancy Drew i Hardy Boys. Acabà graduant-se a la Norwin High School.
Va ser una estudiant universitària de primera generació a la seva família i va obtenir una llicenciatura en ciències polítiques al Boston College i un doctorat en filosofia en política nord-americana per la Universitat Yale.

## Carrera
Després d'obtenir el seu doctorat, Shogan va treballar com a professora associada de govern i política a la Universitat George Mason. És autora de Moral Rhetoric of American Presidents, un llibre sobre la retòrica presidencial. Més tard, Shogan es va incorporar a la Biblioteca del Congrés, on va exercir com a adjunta de col·leccions i directora adjunta del Servei d'Investigació del Congrés. Shogan va treballar com a vicepresidenta de la Comissió del Centenari del Sufragi de les Dones i va ensenyar com a professora adjunta al departament governamental de la Universitat de Georgetown.
És autora de vuit novel·les de misteri sobre assassinats, amb l'ajudant del Congrés de Washington Kit Marshall, amb títols que inclouen Stabbing in the Senate, Homicide in the House i Larceny at the Library. "Són trencaclosques, i m'agrada resoldre trencaclosques", va dir el 2023 sobre les seves novel·les.

### Administració Nacional d'Arxius i Registres
El 13 d'agost de 2022, el president Joe Biden va nomenar Shogan com a 11a arxivera dels Estats Units.
El Comitè de Seguretat Nacional i Assumptes del Govern del Senat dels Estats Units va celebrar dues audiències per considerar la nominació de Shogan. La primera audiència es va celebrar el 21 de setembre de 2022, i el panell es va bloquejar amb la seva nominació per un vot de partit de 7 a 7 i no va avançar la nominació de Shogan. La segona audiència es va celebrar el 28 de febrer de 2023. El 15 de març de 2023, el comitè va avançar la nominació de Shogan per un vot de 8-4.
Durant les audiències, Shogan va declarar que no publicaria l'⁣Equal Rights Amendment com a part de la Constitució dels Estats Units, afirmant que la feina de l'arxiver és publicar esmenes constitucionals després de la ratificació adequada, no decidir quan es publica una esmena, d'acord amb una nota de l'⁣Oficina d'Advocats Jurídics del Departament de Justícia sobre el tema el gener de 2020. Les opinions de Shogan van ser criticades per la Coalició ERA. Shogan també es va comprometre a reduir l'endarreriment de "més de 300.000 sol·licituds de registres de veterans", anomenant-lo el "problema discret més important" al qual s'enfronta, i va dir que buscaria maneres de desclassificar els registres històrics més antics. A més, va prometre transparència en els registres relacionats amb la recerca de l'FBI a Mar-a-Lago, compromesa a treballar amb el senador nord-americà Jon Ossoff en casos freds de drets civils, va declarar que "donaria la benvinguda a tots els nord-americans als Arxius Nacionals", i va dir que serviria en "capacitat no partidista i apolítica". En la seva declaració d'obertura a l'audiència de setembre de 2021, també es va comprometre a trobar "maneres creatives" per fer que els Arxius Nacionals siguin més eficients, aprofitar les associacions publicoprivades existents i implicar grups infrarepresentats de "maneres significatives".
El 4 de maig de 2023, el Senat dels Estats Units va invocar la clausura de la nominació de Shogan per un vot de 53-44. El 10 de maig de 2023, Shogan va ser confirmada com l'11a arxivera dels Estats Units per un vot de 52-45, i el seu mandat començà la setmana següent. Va jurar i va començar a treballar el 17 de maig de 2023, amb la seva primera sessió informativa centrada a abordar l'"endarreriment dels registres dels veterans" i a parlar amb els líders del Centre Nacional de Registres de Personal. El 24 de gener de 2024, els Arxius Nacionals van anunciar l'eliminació de "l'endarreriment relacionat amb la pandèmia de registres veterans" al National Personnel Records Center. Shogan és la primera dona nomenada arxivera dels Estats Units.
Shogan fou fulminada del seu lloc de treball i acomiadada per ordre directa de Donald Trump uns dies després de la presa de possessió del seu segon mandat com a president estadounidenc. L'American Historical Association publicà una carta enviada al president Trump sobre l'acomiadament de la doctora Colleen J. Shogan, basant-se que la llei federal 44 U.S.C. Capítol 21 § 2103 "exigeix que el president comuniqui els motius de la destitució a cada Cambra del Congrés".

### Ficció
La sèrie de llibres Washington Whodunit:
| Llibre                        | Curs | Notes |
| ----------------------------- | ---- | ----- |
| Apunyalament al Senat         | 2015 |       |
| Homicidi a la casa            | 2016 |       |
| Calamitat al Continental Club | 2017 |       |
| K Matança al carrer           | 2018 |       |
| Gore al jardí                 | 2019 |       |
| Robatori a la Biblioteca      | 2020 |       |
| Mort com un ànec              | 2021 |       |
| Llegats Letals                | 2022 |       |